# Nebulosa da Águia
A Nebulosa da Águia (Messier 16, NGC 6611) é um jovem aglomerado estelar aberto localizado na constelação de Serpente. O objeto foi descoberto pelo astrônomo francês Jean-Philippe de Chéseaux em 1745-46 e seu nome deriva da forma de sua nuvem interestelar em torno do aglomerado, que lembra uma águia. A fotografia da nebulosa pelo Telescópio Espacial Hubble, tomada no início de abril de 1995, ficou conhecida como os "Pilares da Criação", e mostra pilares de gás estelar e poeira contida na nebulosa.
Situa-se aproximadamente 7 000 anos-luz em relação à Terra e sua magnitude aparente é igual a 6,4, sendo fracamente visível a olho nu, mesmo em excelentes condições de observação. É um sistema relativamente jovem, em termos astronômicos, com apenas 5,5 milhões de anos.

## Descoberta e visualização

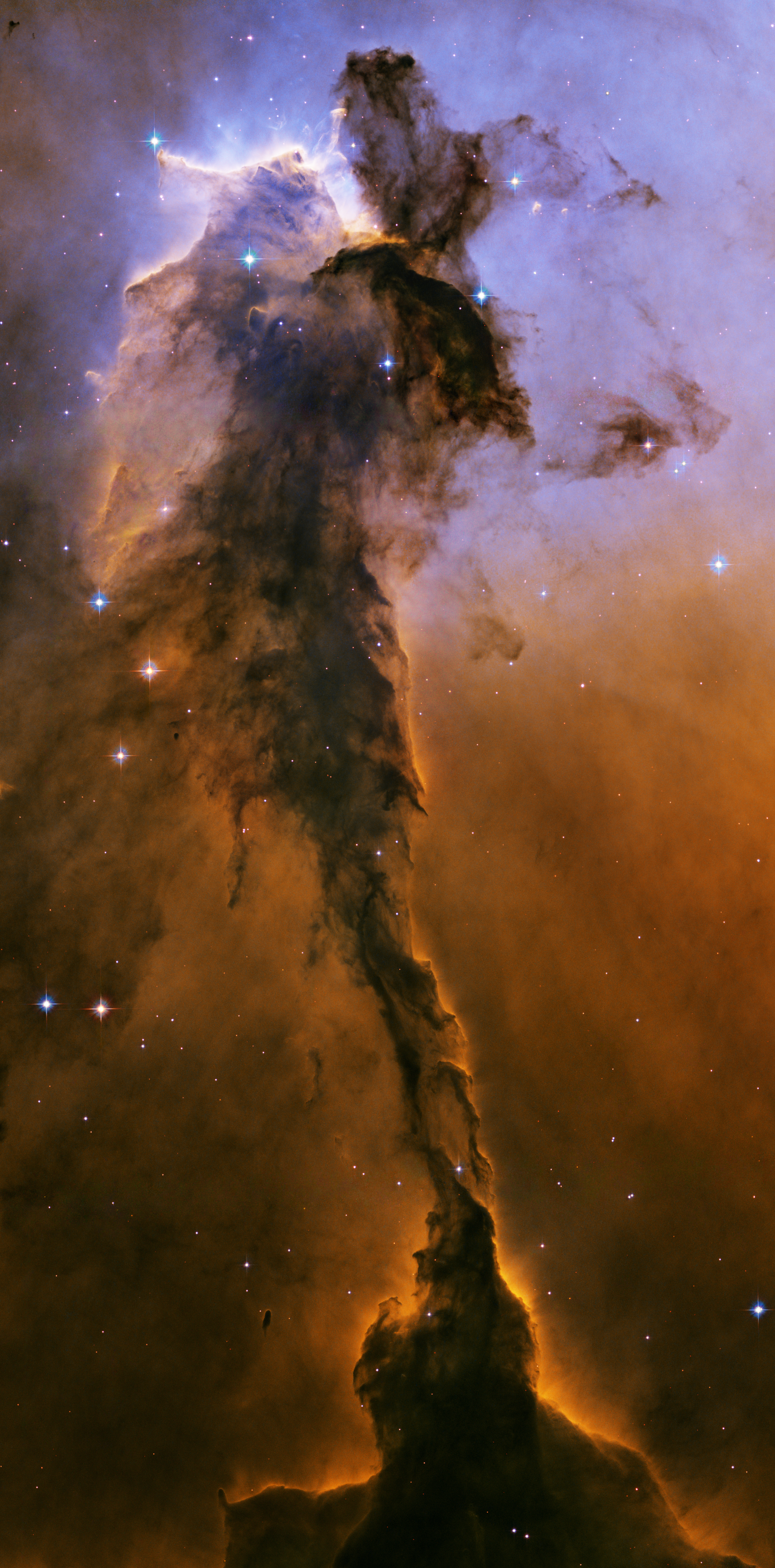
O pináculo do "Pilar Negro" no perímetro leste tem cerca de 9,5 anos-luz de comprimento.

O aglomerado aberto associado à nebulosa foi descoberto por Jean-Philippe de Chéseaux em 1745 ou 1746. Charles Messier redescobriu-o independentemente em 3 de junho de 1764, mencionando que as estrelas do aglomerado pareciam "imersos em uma nuvem de poeira". William Herschel, descobridor de Urano, e seu filho John Herschel perceberam apenas o aglomerado em suas observações, não mencionando a nebulosa no New General Catalogue (NGC); esta foi catalogada apenas em 1908 no Index Catalogue (IC) sob a designação IC 4703.
A nebulosa é vista com precisão mesmo em telescópios amadores de pequena abertura. Um telescópio com abertura de 4 polegadas é capaz de ver cerca de 20 estrelas em um céu noturno sob boas condições. Nesses telescópios, é possível observar que a nebulosa é dividida em três partes e também é possível visualizar algumas manchas negras. É mais bem vista em fotografias, embora os "pilares da Criação" possam ser vistas com telescópios de abertura de 0,25 metros.

## Características

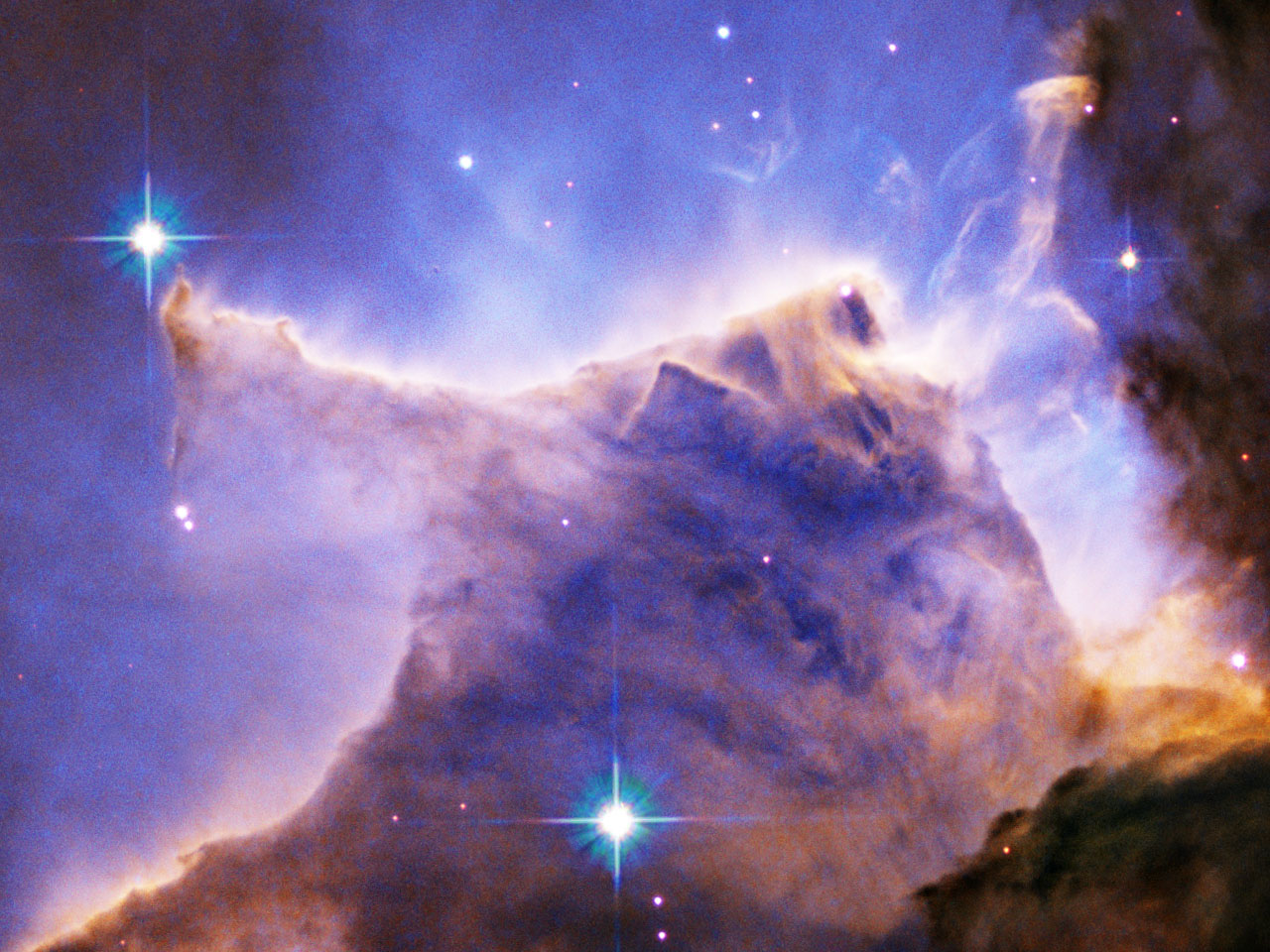
Nebulosa da Águia, Telescópio Espacial Hubble

A nebulosa associada ao aglomerado aberto foi fotografada primeiramente por Edward Barnard em 1897 e é parte de uma nebulosa de emissão difusa, uma região HII, região de gás e poeira que recentemente, em termos astronômicos, começou a formar novas estrelas. Foi incluída como a entrada IC 4703 no Index Catalogue por Isaac Roberts. Situada a cerca de 7 000 anos-luz de distância, localiza-se na esfera celeste na constelação da Serpente e no braço da Via-Láctea imediatamente a frente ao braço onde se situa o Sistema Solar, o Braço de Sagitário, em direção ao núcleo galáctico. Formou-se da nuvem gasosa e poeirenta, que é a própria nebulosa da Águia, agora propriamente iluminada devido à radiação de alta energia emitida pelas suas estrelas jovens e quentes. Ainda está em processo de formação estelar, visível em suas "manchas escuras", os pilares da Criação.
Tem cerca de 5,5 milhões de anos de idade, segundo o Sky Catalogue 2000.0 e Woldemar Götz, como sugere a presença de muitas estrelas quentes da classe espectral O6. Foi classificado como II,3,m,n, segundo Götz e segundo a classificação de aglomerados abertos de Robert Julius Trumpler, onde a classe I refere-se aos aglomerados mais densos e a classe IV aos menos densos; a classe 1 aos aglomerados com pouca diferença de brilho entre seus componentes e a classe 3 aos que tem grande diferença de brilho; e a classe p aos aglomerados pobres em estrelas, m para aglomerados com a quantidade de estrelas dentro da média e r para os ricos em estrelas.
Sua estrela mais brilhante tem magnitude aparente 8,24 e seu diâmetro aparente é de 7 minutos de grau, o que corresponde a um diâmetro real de 15 anos-luz. Em fotografias CCD, a nebulosa se estende muito mais, alcançando um diâmetro aparente de 30 minutos, correspondendo a 70 anos-luz. Embora se aceite que a distância da Nebulosa em relação à Terra seja de aproximadamente 7 000 anos-luz, outros astrônomos informam diferentes valores: Kenneth Glyn Jones estima sua distância em 5 870 anos-luz e Götz estima em 5 540. Götz também afirma que o aglomerado aberto associado à nebulosa é um dos mais luminosos conhecidos, com uma magnitude absoluta de -8,21.

## Pilares da Criação

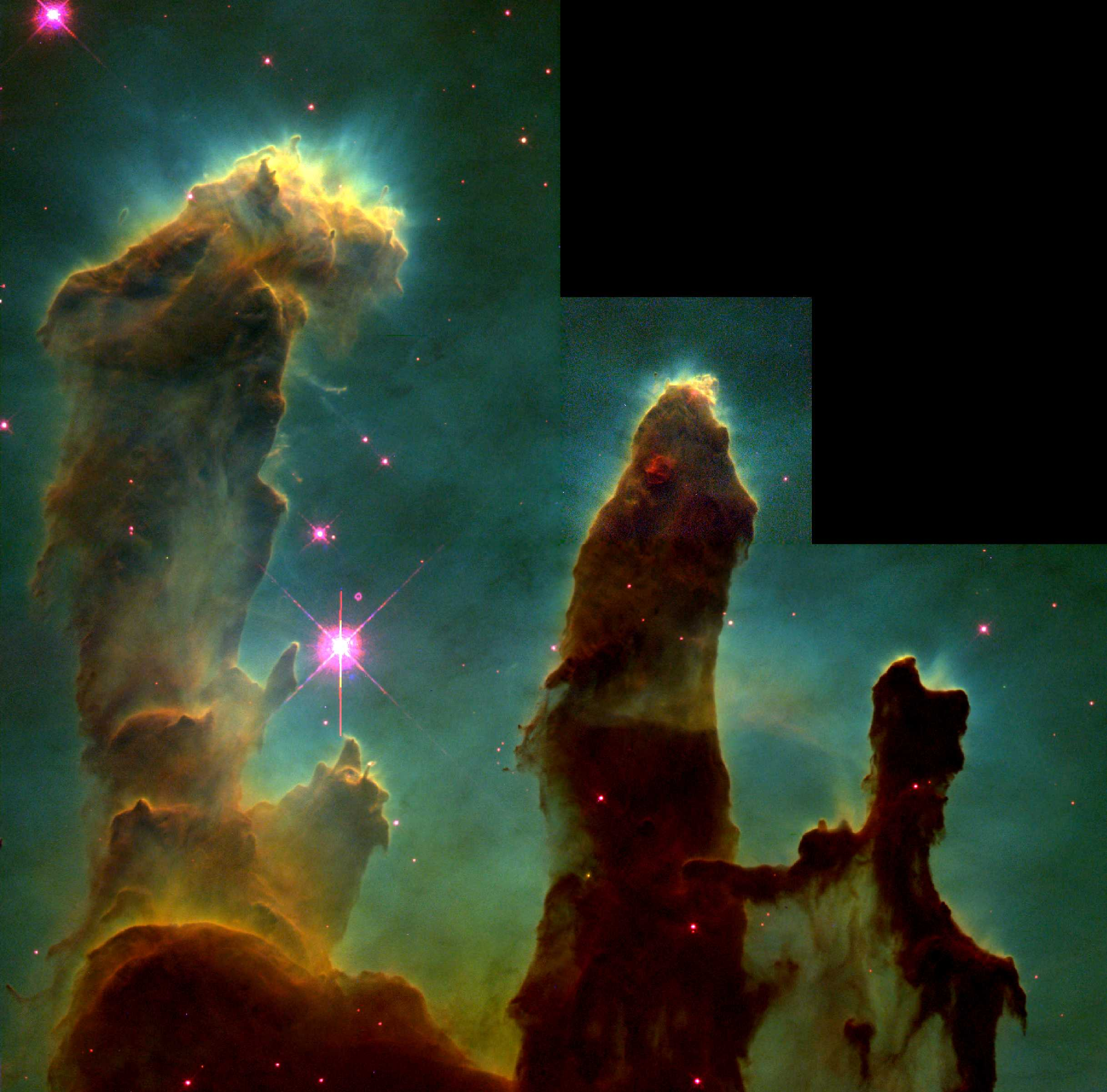
Os "Pilares da Criação" no interior da Nebulosa da Águia. Cortesia NASA/ESA

As imagens obtidas pelo Telescópio Espacial Hubble, em 1995, com a colaboração de Jeff Hestre e Paul Scowen, melhoraram significativamente o entendimento científico dos processos que ocorrem no interior da nebulosa. Uma dessas fotografias, que ficou conhecida como os "Pilares da Criação", mostra uma grande região de formação de estrelas. Acredita-se que as áreas pequenas e negras são protoestrelas. A estrutura da região em pilares lembra uma outra região de formação de estrelas, muito maior, registrada pelo Telescópio Espacial Spitzer em 2005, na constelação da Cassiopeia, conhecida como a Nebulosa da Alma (W5). Esta nebulosa também recebeu a designação "Pilares da Criação" por ter estruturas semelhantes a da Nebulosa da Águia. Estas colunas, que lembram as estalagmites encontradas no chão de cavernas, são compostas de hidrogênio e poeira, que agem como incubadores de novas estrelas. Dentro das colunas e nas suas superfícies, os astrônomos encontraram nós, ou glóbulos, de gás mais denso, chamados EGG (Evaporating Gaseous Globules - Glóbulos Gasosos em Evaporação). Várias estrelas estão sendo formadas no interior destes glóbulos.
Combinação de imagens de raios-x obtidas pelo observatório de raios-X Chandra com as imagens do Telescópio Espacial Hubble dos "Pilares da Criação" mostraram que as fontes de raios-X de estrelas jovens não coincidem com os pilares, mas em um ponto aleatório qualquer. Isto sugere que a formação de estrelas alcançou seu máximo há cerca de um milhão de anos e que qualquer protoestrela contida em glóbulo gasoso em evaporação são suficientemente quentes para produzir raios-X.
O maior de tais "pilares" tem 7 anos-luz de comprimento. Devido à sua grande densidade, os gases contidos nos pilares se aglutinam gravitacionalmente para formar estrelas. Em cada ponta do pilar, a intensa radiação emitida pelas estrelas jovens causam a dispersão de elementos menos densos, deixando exposto alguns glóbulos gasosos em evaporação, berçário de novas estrelas.
Segundo os cientistas da NASA, os Pilares da Criação, contidos na Nebulosa da Águia, não existem mais. A teoria mais aceita é de que tal estrutura foi desfeita após ter sido atingida por uma supernova, por volta de 4.000 a.C. Por conta da distância, o fenômeno ainda não foi observado com exatidão.

## Galeria

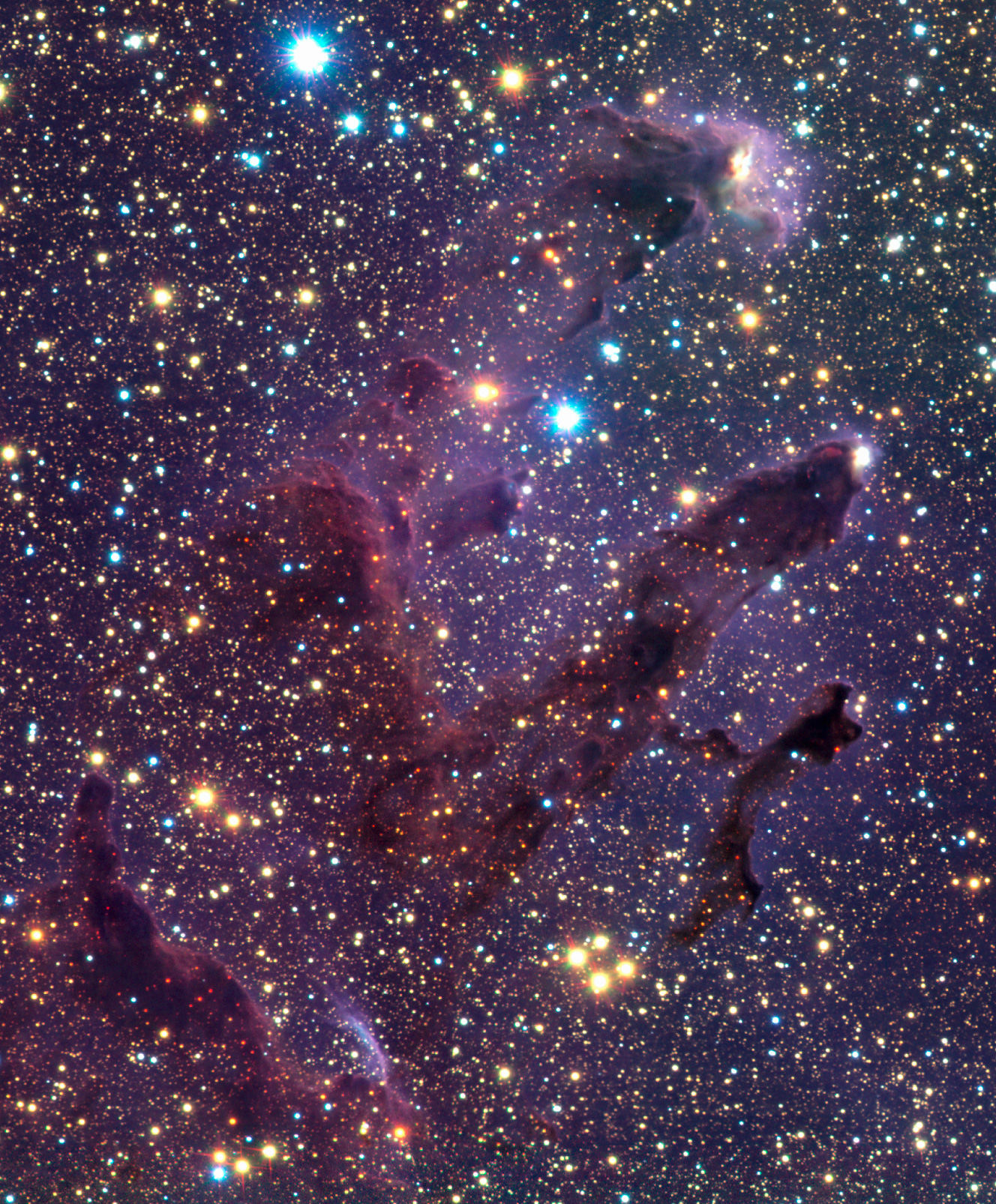
Nebulosa da Águia, ESO
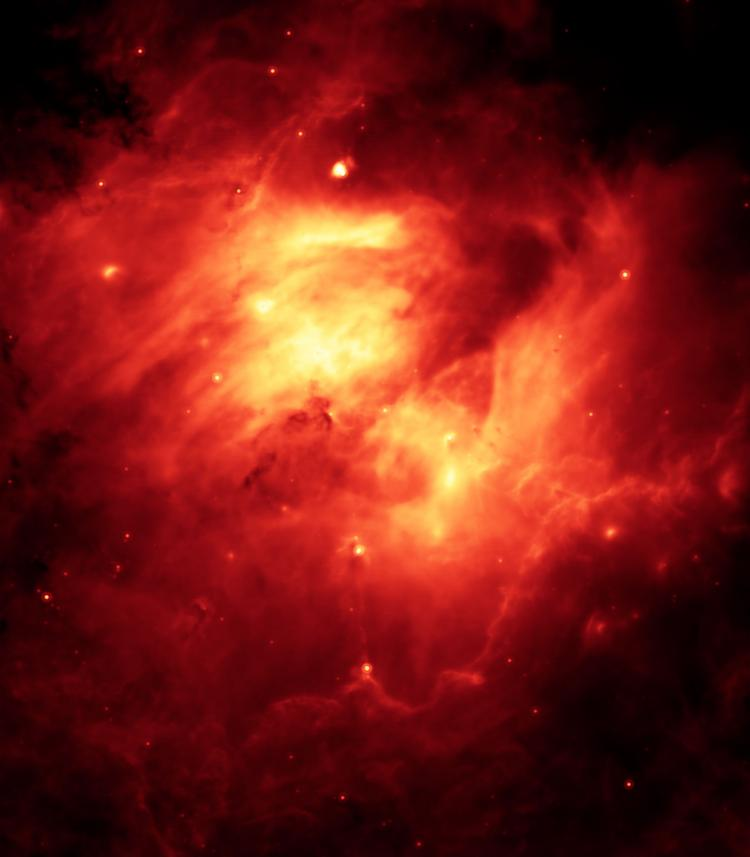
Nebulosa da Águia, Telescópio Espacial Spitzer
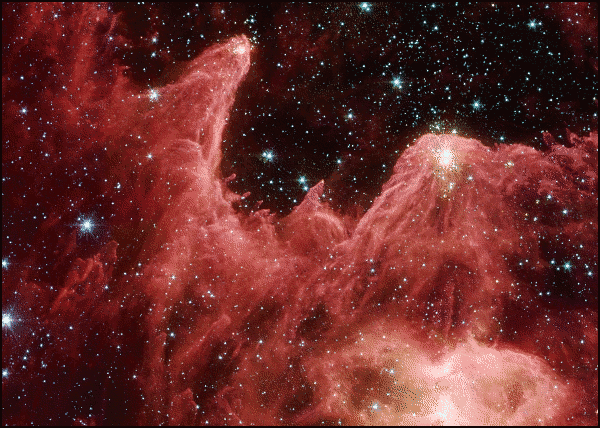
Nebulosa da Águia, NASA
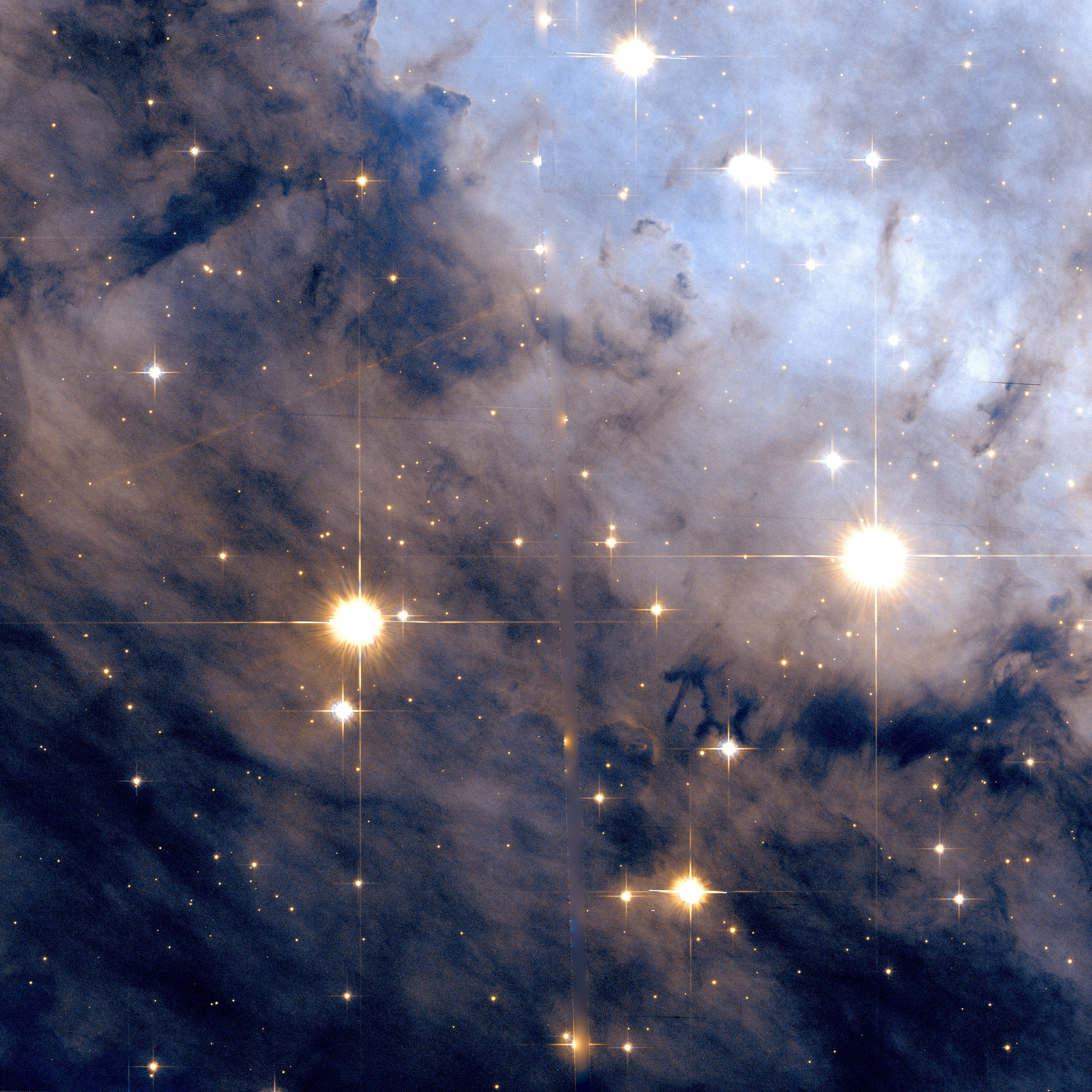
Parte da nebulosa da Águia, Telescópio Espacial Hubble
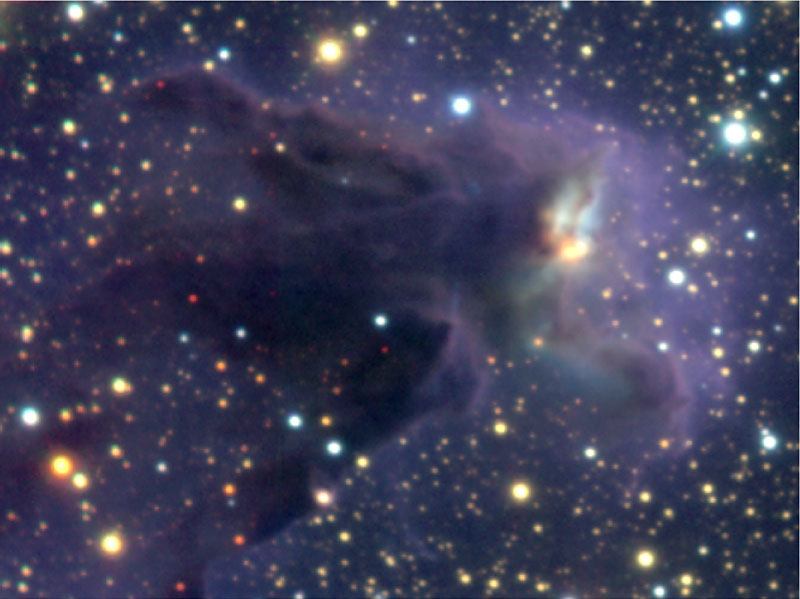
Nebulosa da Águia, ESO
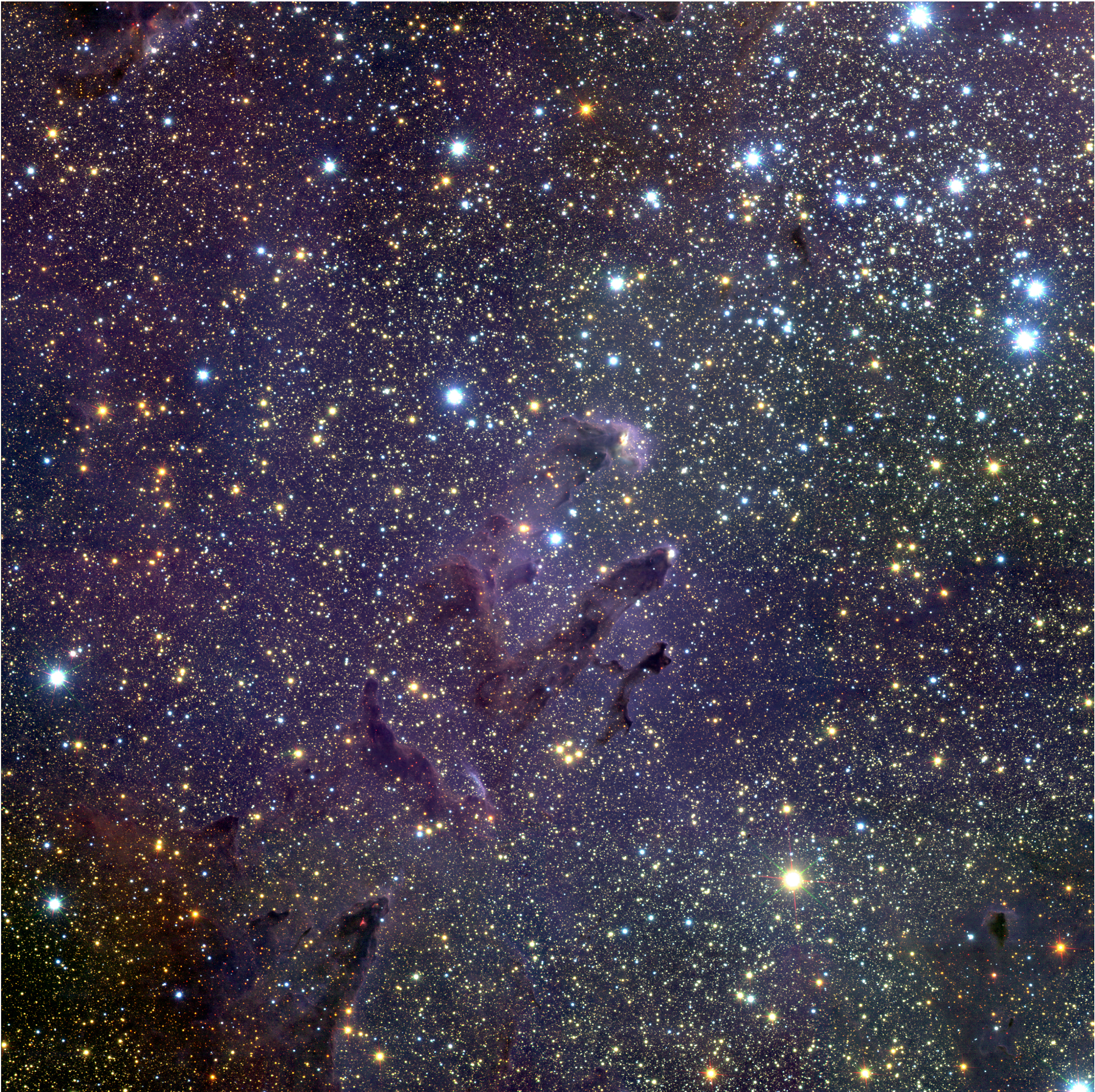
M16, ESO
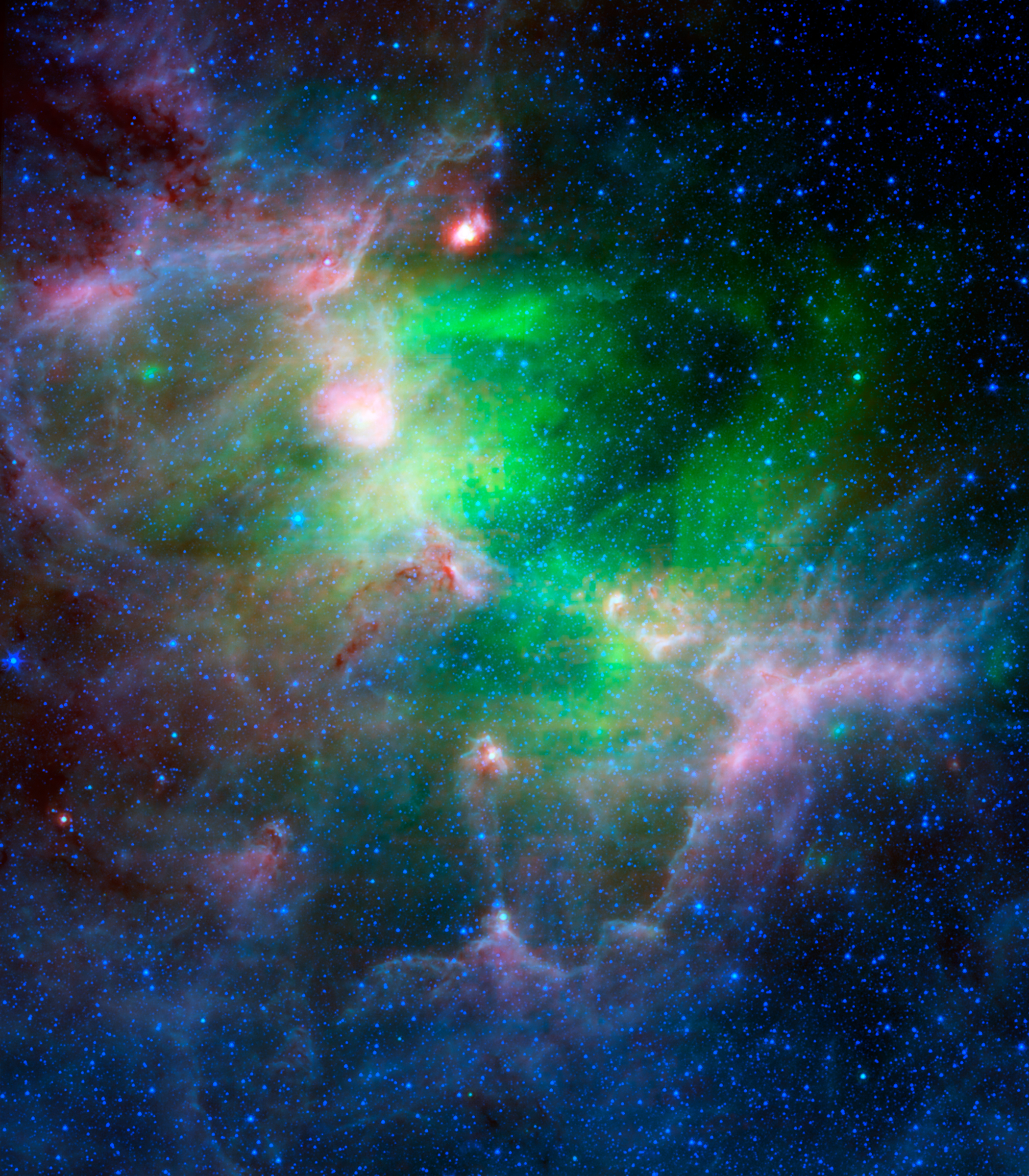
Nebulosa da Águia em infravermelho (cores falsas), Telescópio Espacial Spitzer